# SHL25
AQUOS SERIE SHL25（アクオス セリエ エスエイチエルニーゴ）は、シャープによって日本国内向けに開発された、auブランドを展開するKDDIおよび沖縄セルラー電話の第3.5世代移動通信システム（CDMA 1X WIN）、および第3.9世代移動通信システム（au 4G LTE）、第4世代移動通信システム（au 4G LTE CA/WiMAX 2+）対応スマートフォンである。

## 概要
SHL23の事実上の後継機種で、画面サイズが先代機種の4.8インチから5.2インチへとスペックアップしている。5.2インチ液晶を搭載しつつも、EDGESTデザインによって横幅は71mmに抑えられており、高さはSHL23の140mmから134mmへと小さくなっている。
なお、本機種よりブランド名が従来の「AQUOS PHONE」から同社のAV機器と同じ「AQUOS」へと統一された。

## 沿革
- 2014年5月8日 - KDDI、およびシャープより公式発表。
- 2014年6月13日 - 全国にて一斉発売。
- 2015年12月10日 - Android 5.0へアップデート実施

## 搭載アプリ
playストアなどのGoogle標準アプリ
（Google設定 playゲーム ドライブ マップ
Google+ Chrome playミュージックなど）
LINE facebook テレビ
他にメーカーサービス 機能紹介

## その他機能
※PC向けWebブラウザが標準装備されている。携帯向けサイト（EZWeb）は他のスマートフォンやPCと同じく閲覧不可。
- 「エコ技」機能

| 主な機能・対応サービス                                                  | 主な機能・対応サービス                                                        | 主な機能・対応サービス                  | 主な機能・対応サービス         |
| ----------------------------------------------------------------------- | ----------------------------------------------------------------------------- | --------------------------------------- | ------------------------------ |
| auウィジェット Webブラウザ                                              | LISMO! for Android LISMO WAVE ハイレゾ音源再生プレイヤー （最大192kHz/24bit） | おサイフケータイ NFC おくだけ充電（Qi） | ワンセグ フルセグ DLNA/DTCP-IP |
| au one メール PCメール Gmail EZwebメール                                | デコレーションメール デコレーションアニメ                                     | Friends Note                            | PCドキュメント                 |
| au Smart Sports Run & Walk Karada Manager ゴルフ(web版) Fitness、歩数計 | GPS 方位計                                                                    | au oneナビウォーク au one助手席ナビ     | au one ニュースEX au one GREE  |
| かんたんメニュー じぶん銀行                                             | 緊急速報メール                                                                | Bluetooth                               | 無線LAN機能 (Wi-Fi)            |
| 赤外線通信                                                              | WIN HIGH SPEED au 4G LTE （CA対応） WiMAX 2+                                  | グローバルパスポート                    | auフェムトセル                 |
| microSD microSDHC microSDXC                                             | モーションセンサー(6軸)                                                       | 防水 防塵                               | 簡易留守録 着信拒否設定        |